# テフナクト
テフナクト(Tefnakht、在位：前727年ごろ - 前720年ごろ)は、古代エジプト第24王朝のファラオ。即位名はシェプセスラー。

## 生涯
第22王朝末期の諸侯の一人で下エジプト西部のサイスを治めていたが、王室の混乱の中で頭角を現し、やがて自らファラオを名乗った。その後は求心力を失ったタニスの王家に代わって下エジプト諸王の盟主的な存在として大きな影響力を持ったが、北進してきたヌビアの第25王朝との戦いに敗れて力を失った。

### 出生と台頭
シェションク5世の治世中にサイスの知事として頭角を現し、36年目と38年目に下エジプトのブトに記念碑を建立している。その文中では自らを「全土の偉大なる首長」と称した他、「ネイト及びウアジェトとイマイ(現Kom el-Hisn)の女主人の預言者」の地位を有していたことも併せて記されている。
ネイトはサイスの主神であり、ウアジェトはブトの守護神、またイマイの女主人はハトホル神の別名である。これらはテフナクトが三つの町を含むデルタの西部地域において、名目上の主君であった第22王朝を凌ぐ強力な支持基盤を得ていたことを伺わせている。
また、最大のライバルであった第25王朝のピエがテフナクトの打倒後に建立した勝利の碑文では「マア族の偉大なる首長」「西方の偉大なる首長」など、リビア人部族の首長に与えられる尊称が付記されている。
研究者たちは長年、これら多数の称号をテフナクトがエジプトに定住して間もないリビア系の一族の出自であることを示すと考えてきた。しかし、近年出土したテフナクトの彫像にはサイスのアメン神官バサの孫であったことが記されており、テフナクト自身は土着のエジプト人で、リビアの首長の地位は他のリビア系諸侯から引き継いだ物である可能性が濃厚になっている。
実際、マア族の首長はテフナクトの先代のサイス侯と見られるオソルコン(オソルコンC)も同じ地位にあった他、三つの都市の司祭職も兼ねていたことが幾つかの史料から確認されている 。また、西方の首長の位はテフナクトの他にも同時代の有力な諸侯の一人であったアンクホルが用いていた 。したがって、テフナクトの興した第24王朝は彼が一代で築き上げたというよりは、既に西デルタに形成されつつあった独立勢力を継承し発展させた物であるとする見方の方が正確であると考えられる。
前8世紀のエジプトには求心力を失った第22王朝の支配から離脱した複数の勢力が並び立ち、それぞれが王を名乗る混沌とした情勢が続いていた。テフナクトはシェションク5世の没する直前から上エジプトに割拠する他の諸王と同盟を結び、一種の連合体として纏め上げたことで抜きん出た影響力を得た。中部エジプトの第23王朝をはじめ、連合に参加した諸王の中には第22王朝の傍流の王族を出自とする者が多くいたが、テフナクト自身は王家との縁戚を持たぬ地方の一領主からファラオの地位に上り詰めたという事実が、その存在を特異な物にしている。